# Le Lion-d'Angers
Le Lion-d'Angers är en kommun i departementet Maine-et-Loire i regionen Pays de la Loire i nordvästra Frankrike. Kommunen ligger i kantonen Le Lion-d'Angers som tillhör arrondissementet Segré. År 2016 hade Le Lion-d'Angers 4 965 invånare.

## Befolkningsutveckling
Antalet invånare i kommunen Le Lion-d'Angers
| Referens: INSEE |